# Pycnogonum (Nulloviger) carinatum
Pycnogonum (Nulloviger) carinatum is een zeespin uit de familie Pycnogonidae. De soort behoort tot het geslacht Pycnogonum. Pycnogonum (Nulloviger) carinatum werd in 2002 voor het eerst wetenschappelijk beschreven door Staples. 